# Parc Sainte-Agathe
Le parc Sainte-Agathe est un parc de la ville de Liège situé derrière le couvent Sainte-Agathe dans le quartier administratif Saint-Laurent.

## Étymologie
Le parc porte le nom de l'ancien couvent Sainte-Agathe.

## Histoire
Le parc conçu et aménagé sur un terrain vague entre 2013 et 2015 par la Ville de Liège, avec la collaboration du bureau d'études Greisch, est inauguré le 27 juin 2015.
Le projet « Saint-Laurent 28 », inauguré le 5 mars 2012, consistant en la création de deux logements, est un des trois passages publics vers le parc Sainte-Agathe.

## Description
Le parc situé au milieu d'un îlot bâti entre les rues Hullos, Publémont et Saint-Laurent possède trois accès. Le parc a 20 mètres de dénivelé entre la rue Hullos et la rue Saint-Laurent. Il possède également un potager collectif de 900 m2.

## Article annexe
- Liste des parcs de Liège